# Montrevault
Montrevault korábbi község Franciaország Loire mente régiójában, Maine-et-Loire megyében. 2015. december 15-én tíz másik korábbi községgel egyesült és Montrevault-sur-Èvre új község része lett.
Lakosainak száma 1240 fő (2018. január 1.).

## Népesség
A település népességének változása:
| Lakosok száma | 1337 | 1469 | 1465 | 1298 | 1180 | 1276 | 1294 | 16 275 | 1214 | 1240 |
|               | 1962 | 1968 | 1975 | 1990 | 1999 | 2008 | 2013 | 2016   | 2017 | 2018 |